# Frustrationstoleranz
Frustrationstoleranz ist eine Persönlichkeitseigenschaft der individuellen Fähigkeit, eine frustrierende Situation zu ertragen. 
Psychische Spannungen entstehen aus Rückschlägen, Benachteiligungen oder enttäuschten Erwartungen (äußere Frustrationen) sowie der Nichtbefriedigung von Triebwünschen (innere Frustrationen).

## Beschreibung
Der Begriff wurde 1938 von Saul Rosenzweig geprägt. Menschen mit geringer Frustrationstoleranz neigen dazu, Aufgaben rasch abzubrechen, wenn sich unerwartete Widerstände in den Weg stellen oder wenn nicht der erwünschte Erfolg eintritt. Frustrationstoleranz wird zu einem gewissen Grad im Zuge des Individualisierungs- bzw. Sozialisationsprozesses erworben und kann mittels des Picture-Frustrationstests ermittelt werden.
Eine geringe Frustrationstoleranz weist auf eine Ich-Schwäche hin. Durch Lernprozesse kann die Frustrationstoleranz unter Berücksichtigung des Realitätsprinzips gestärkt werden, etwa durch Belohnungsaufschub oder Belohnungsreduktion. Individuen mit niedriger Frustrationstoleranz neigen zu erhöhtem Anstrengungs- oder Vermeidungsverhalten sowie vermehrt zu aggressiven Verhaltensformen. Je stärker die Frustrationstoleranz hingegen ausgeprägt ist, umso weniger sind aggressive Verhaltensformen zu finden.
Grundsätzlich gibt es folgende drei Möglichkeiten, je nachdem, wie der Betroffene die Ursache-Wirkungs-Zusammenhänge konstruiert und wie Aggressionen aus Frustrationserlebnissen sich im beobachtbaren Verhalten zeigen:
- Bei der extrapunitiven Frustrationsreaktion werden äußere Faktoren als Frustrationsursachen, zum Beispiel andere Personen, verantwortlich gemacht und die Aggressionen nach außen gerichtet.
- Im Falle der intropunitiven Frustrationsreaktion werden die Ursachen für die Frustration in der eigenen Person identifiziert und die Aggressionen nach innen gerichtet.
- Bei der impunitiven Frustrationsreaktion findet eine Bagatellisierung oder Leugnung von Frustrationsursachen statt und Aggressionen werden geleugnet.[11][12]